# Tomi Sallinen
Tomi Sallinen (ur. 11 lutego 1989 w Espoo) – fiński hokeista, reprezentant Finlandii. 
Jego brat Jere (ur. 1990) także został hokeistą.

## Kariera
- HJK U16 (2003-2004)
- HIFK U16 (2004-2005)
- HIFK U18 (2005-2006)
- Blues U18 (2006-2007)
- Blues U20 (2006-2008)
- Blues (2007-2014)
  -  Suomi U20 (2007-2009)
- Leksands IF (2014-2015)
- Djurgårdens IF (2015-2016)
- Nieftiechimik Niżniekamsk (2016)
- Kunlun Red Star (2016-2017)
- EHC Kloten (2017-2018)
- Färjestad BK (2018)
- Brynäs IF (2018-2022)
- HC Kometa Brno (2022)
- Luleå HF (2022-)

Wychowanek klubu Jäähonka. Karierę juniorską rozwijał w stołecznych klubach HJK i HIFK, a następnie Blues - sukcesywnie awansował w juniorskich drużynach klubu aż do zespołu seniorskiego w lidze Liiga, w której występował przez siedem sezonów od 2007 do 2014. W kwietniu 2014 został zawodnikiem szwedzkiego klubu Leksands w lidze SHL. Od kwietnia 2015 do kwietnia 2016 zawodnik Djurgårdens IF. Od maja do listopada 2016 zawodnik Nieftiechimika Niżniekamsk. Wówczas został zawodnikiem chińskiego klubu Kunlun Red Star, także w KHL. We wrześniu 2017 podpisał kontrakt ze szwajcarskim klubem EHC Kloten na okres 1 miesiąca, który w październiku tego roku został prolongowany o kolejny miesiąc, analogicznie w listopadzie, a w grudniu 2017 przedłużono umowę do końca sezonu 2017/2018. W maju 2018 został zawodnikiem Färjestad BK, skąd został zwolniony w grudniu tego roku. Pod koniec tego miesiąca został graczem Brynäs IF, gdzie w kwietniu 2019 przedłużył kontrakt o dwa lata. Pod koniec września 2022 został zaangażowany w czeskiej Komety Brno, skąd odszedł pod koniec listopada 2022 i trafił do Luleå HF.
Występował w juniorskich reprezentacjach Finlandii. Uczestniczył w turniejach mistrzostw świata juniorów do lat 18 w 2007 oraz mistrzostw świata juniorów do lat 20 w 2008, 2009. W 2007 i 2009 był kapitanem kadry. W reprezentacji seniorskiej uczestniczył w turniejach mistrzostw świata w 2014, 2016, 2017.
W trakcie kariery określany pseudonimem Sape.

## Sukcesy
Reprezentacyjne
- Srebrny medal mistrzostw świata: 2014, 2016

Klubowe
- Srebrny medal mistrzostw Finlandii: 2008, 2011 z Blues

Indywidualne
- Mistrzostwa świata do lat 18 w hokeju na lodzie mężczyzn 2007/Elita:
  - Jeden z trzech najlepszych zawodników reprezentacji na turnieju[19]
- Mistrzostwa Świata Juniorów w Hokeju na Lodzie 2009/Elita:
  - Jeden z trzech najlepszych zawodników reprezentacji na turnieju[20]
- Svenska hockeyligan (2014/2015):
  - Pierwsze miejsce w klasyfikacji strzelców w fazie play-off: 8 goli
- Puchar Spenglera 2017:
  - Skład gwiazd turnieju